# Världens modernaste land
Världens modernaste land är ett tv-program från Sveriges Television med Fredrik Lindström som programledare och historikern Peter Englund som ständig bisittare. Programmet behandlar olika delar av ämnet svenskhet och svensk mentalitet och sändes på onsdagar december 2006 till januari 2007 i sju delar. På söndagar i juni till juli 2010 reprissände SVT serien på SVT 2.
Programmet är uppbyggt som en talkshow i en spartanskt inredd studio varvat med inslag med Lindström som speaker. Exempel på inslag är att Lindström för ett "typiskt svenskt" samtal i sin mobiltelefon, att man med hjälp av bildredigering klippt in Lindström i arkivfilmer så att det verkar som om han intervjuar personerna i de gamla filmerna, och intervjuer med inflyttade svenskar vilka berättar om sin syn på de infödda svenskarna.
Bitar ur filmen Svezia, Inferno e Paradiso visades i programmet.

## Avsnittslista
- Avsnitt 1: Svensk eller osvensk?, 13 december 2006. Gäst: Maria Christersdotter
- Avsnitt 2: Pizza med falukorv, 20 december 2006. Om svensk mat. Gäst: Jonathan Metzger
- Avsnitt 3: Hej, det är från Försäkringskassan!, 27 december 2006. Om konflikträdsla, informalitet och skillnaden mellan arbete och fritid. Gäst: Lena Sundström
- Avsnitt 4: Hemmets forskningsinstitut, 3 januari 2007. Om tekniska innovationer och arkitektur. Gäst: Katarina Graffman
- Avsnitt 5: Den svenska singeln, 10 januari 2007. Om ensamhushåll. Gäst: Katerina Janouch
- Avsnitt 6: Jag tror inte på Gud, men..., 17 januari 2007. Om religion. Gäst: Caroline Krook
- Avsnitt 7: Varför gör ingen nåt?, 24 januari 2007. Gäster: Maria Christersdotter och Lena Sundström

## Utmärkelser
Programmet vann priset Kristallen 2007, i kategorin Årets kultur- och samhällsprogram.